# Разван Марин
Разван Габријел Марин (рум. Răzvan Gabriel Marin; Букурешт, 23. мај 1996) је румунски фудбалер који тренутно наступа за Емполи. Игра на позицији везног играча.

## Успеси
Стандард Лијеж
- Куп Белгије (1) : 2017/18.[4]
- Суперкуп Белгије: (финале: 2018)[5]

 Ајакс
- Суперкуп Холандије (1) : 2019.[6]

Појединачни
- Gala Fotbalului Românesc најбољи румунски фудбалер: 2018.[7]